# Le Noyé
Cet article concerne une nouvelle d'Anton Tchekhov. Pour la nouvelle de Maupassant, voir Le Noyé (Maupassant). Pour les articles homophones, voir Le Noyer.
Le Noyé (en russe :  Outoplennik) est une nouvelle d’Anton Tchekhov, parue en 1885.

## Historique
Le Noyé est initialement publié dans la revue russe Le Journal de Pétersbourg, no 226, du 19 août 1885, sous le pseudonyme A.Tchekhonte.  

## Résumé
Midi au bord d’un fleuve. L’employé de la compagnie maritime attend le transitaire. Un homme au visage ravagé par l’alcool s’avance vers lui et lui propose de faire une représentation de noyé. « Un rouble sans les bottes et deux rouble avec, car elles sont longues à sécher ». Puis l’homme raconte son histoire : d’origine noble, il a sombré dans l’alcoolisme et ne peut tenir aucun emploi ; comme il refuse de faire le pitre pour faire rire les marchands, il a trouvé ce spectacle de noyé pour seul revenu.
Arrive le transitaire qui se moque du noyé et lui donne trente kopeck pour se noyer. L’homme saute à l’eau, fait semblant de couler et remonte sur la berge, trempé et dégoulinant.

## Édition française
- Le Noyé, dans Œuvres de Tchekhov en 1885, traduit par Madeleine Durand et Edouard Parayre, Les Editeurs Français Réunis, 1955, numéro d’éditeur 431.